# Dragona (Shrek)
Dragona (en inglés: Dragon) es un personaje ficticio de la franquicia Shrek.
Inicialmente se cree que es un temible villano que protege el castillo donde estaba encerrada la Princesa Fiona, pero en un giro se revela que es hembra y está en busca del amor, enamorándose de Donkey ("Burro" en Hispanoamérica; "Asno" en España), con ambos terminando teniendo varios hijos. Desde entonces, ha aparecido en todas las películas de la serie de alguna manera, incluyendo una versión de un universo paralelo que se convirtió en villana en Shrek Forever After. También aparece en spin-offs y comúnmente se la ve como una marioneta en adaptaciones teatrales de la serie, como Shrek el Musical.
Dragona ha ganado un reconocimiento significativo en la cultura popular y ha sido reconocido como una representación satírica de los dragones animados de Disney. Los críticos han elogiado la apariencia y el carácter de Dragona, destacando particularmente sus cualidades compasivas y heroicas, que ofrecen una reinvención feminista de la narrativa tradicional donde un caballero mata a un dragón para salvar a una princesa. Este giro único ha sido bien recibido por el público y ha contribuido a la recepción positiva de Dragona entre los críticos.
Se ha considerado a Dragona como una reminiscencia de una antigua Diosa que comúnmente toma la forma de una dragona o una serpiente marina: Tiamat, de la religión sumeria, como Diosa primordial de la que nace la Deidad creadora. También llamada Púrusha, o Vritrá en la mitología hindú, Cipactli de la religión Azteca, Caicai Vilu de la religión Mapuche, Amaru de la mitología inca, Nun de la mitología egipcia, Pangu de la mitología china, Tifón en la mitología griega y Tehom en el Judaísmo y el Cristianismo.

## Características
Dragona se parece a la mayoría de las interpretaciones clásicas de los dragones europeos. Tiene escamas aquilladas de color rubí, alas correosas parecidas a las de un murciélago, orejas largas con cresta, púas óseas a lo largo de la mandíbula, una hilera de espinas dorsales, pupilas verticales hendidas y una cola larga, prensil y con punta de pala. Nide 100 pies (o 30 metros) de largo. También tiene rasgos femeninos obvios como el maquillaje, que incluye lápiz labial color burdeos, rímel y delineador de ojos malva. El dragón no habla, pero utiliza un lenguaje corporal físicamente expresivo para comunicarse. Al igual que su pareja Donkey, nunca se le da un nombre propio en la película. En Shrek 2, en un momento dado, Sonkey dice "¡Ya voy, Elizabeth!". Esto ha llevado a una idea errónea de que "Elizabeth" es el nombre real de Dragón, pero en realidad es una referencia a un chiste recurrente en la serie de televisión Sanford and Son. 
La personalidad de Dragona es tierna, a pesar de tener tan pocos visitantes que incinera a cualquier aparente caballero sin verlo. Igual de solitaria que la princesa Fiona, se pinta los labios periódicamente con la esperanza de encontrar una pareja romántica. 

## Feminismo
La feminidad de la dragona fue señalada como una disrupción de los roles de género típicos de los cuentos de hadas, en los que la mayoría de los dragones son masculinos o neutrales en cuanto al género. Si bien la madre de Grendel en Beowulf es uno de los ejemplos más destacados de un monstruo femenino en el folclore, su género no es relevante para la trama. 
A medida que se establecieron las estructuras sociales patriarcales, las diosas, alguna vez consideradas símbolos de sabiduría y vida, fueron llamadas monstruos y emblemas del mal, dando lugar al estereotipo de un caballero matando a un dragón. Sin embargo, en la teoría feminista, los dragones también pueden entenderse como el doble de la doncella, representando su autonomía, y el caballero mata al dragón para convertir a la doncella en su sirvienta o esposa. En Shrek, el estereotipo patriarcal del dragón asesino se invierte "gloriosamente", y es la Dragona quien finalmente interviene para lograr el final feliz. 

## Apariciones

### Shrek
Mientras Shrek intenta rescatar a la princesa, Donkey se encuentra a merced de Dragona. Al enterarse de que su captora es una mujer, Donkey comienza a decirle halagos para distraerla. Como resultado, lo recoge entre sus dientes y lo lleva a sus aposentos, donde lo envuelve en su cola y coquetea con él. Shrek pronto regresa para "salvar su trasero" (un juego de palabras que hace referencia a Donkey), y el trío escapa del castillo de Dragona, dejando a una dragona encadenada y miserable a su paso. Llevaba una vida solitaria donde se limitaba a destruir a todos los caballeros que intentaban rescatar a Fiona hasta que conoció a Donkey y Dragona se enamora de él, a pesar de que su amor no es correspondido. Más tarde ella y Donkey hacen las paces y ayudan a Shrek en su búsqueda para salvar a Fiona de su matrimonio con Lord Farquaad. Cuando hubo que rescatar a la princesa de Lord Farquaad, Donkey y ella atraviesan volando la vidriera de la catedral de Duloc y ésta mata tragándose al malvado Lord Farquaad. Pronto, Dragona toma el ramo de flores que Fiona le arroja a ella y a Shrek para su boda y se lo muestra a Donkey, quien sonríe amorosamente y los dos se acarician y también se casan.

### Shrek 4-D
Dragona ayuda a Shrek y Donkey a evadir una estatua de un dragón que había cobrado vida. Dragona intenta luchar contra la criatura y lo logra, atrayéndola a un túnel angosto donde le arrancan las alas mientras Dragona pliega sus alas contra su cuerpo mientras viaja a través de él, quemando posteriormente el fantasma de Farquaad.

### Shrek 2
Dragona está ausente durante gran parte de Shrek 2, pero se convierte en uno de los mejores amigos de Shrek. Donkey afirma al comienzo de la película que últimamente había estado "de mal humor y esas cosas", lo que explica su llegada inesperada al pantano de Shrek. Sin embargo, Dragona hace una aparición completa en una escena poscréditos, en la que llega con seis jóvenes Dragnos/Dragoburros (en inglés Dronkeys) - un híbrido entre un burro y un dragón - que conocen a su despistado padre por primera vez.

### Shrek Tercero
En Shrek Tercero, Dragona y sus jóvenes Dragoburros se quedan con Fiona y los otros personajes "princesas" para esperar el regreso de Shrek. Cuando el Príncipe Azul ataca Muy Muy Lejano, Dragona es capturada y desarmada por una gran red de cadena de hierro; sus crías Dragoburros también son capturadas y encarceladas. En el clímax de la película, Dragona ayuda a deshacerse del Príncipe Azul derribando un elemento de piedra del escenario que estaba encima de él. Más tarde se la ve en el pantano de Shrek mientras Shrek y Fiona cuidan a sus trillizos ogros.

### Shrek Forever After
En la cuarta película de la serie, Shrek Forever After, Dragona aparece brevemente al comienzo de la película, pero reaparece más tarde en un universo paralelo donde nunca conoció a Donkey, después de haber sido capturada por Rumpelstiltskin. Ella intenta comerse a Shrek y Fiona, y a pesar de los intentos de Donkey de tener un romance, casi lo devora antes de que el Gato con Botas lo salve. La Dragona paralela termina amordazada y encadenada después de ser detenida por Shrek y Fiona, desapareciendo de la existencia mientras el mundo real es restaurado. Se muestra que ha vuelto a ser la misma de siempre en el final de la película.

### Escenario
Dragon apareció en la adaptación musical teatral de la película, que se presentó en Broadway entre 2008 y 2010, como un títere controlado por John Tartaglia. 

## Recepción
En una reseña contemporánea de Shrek, Roger Ebert calificó la revelación sobre Dragona como algo "que nadie podría haber adivinado".  Petrana Radulovic de Polygon calificó a Dragona de "sexy" y de icono de la cultura pop, diciendo que el giro de la trama era "revolucionario" y que "definitivamente debería haber aparecido en más películas". 
Aunque inicialmente parecía una villana, y por lo tanto más similar a personajes de dragones como el dragón de Beowulf y Smaug, Dragona fue considerado en cambio una sátira de los dragones de Disney, como los que aparecen en El dragón chiflado (1941), La bella durmiente (1959) y Pete's Dragon (1977), y una de las numerosas figuras de Disney parodiadas en la serie. Si bien el romance entre Dragona y Donkey es "perverso", sirve para distraer la atención del matrimonio aún más impactante entre un humano y un ogro. A pesar de esto, el romance entre especies y la consiguiente familia sólo están "permitidos" debido al hecho de que son entre no humanos.  La relación fue calificada como una realización visual del mensaje moral de la película de que las apariencias no son importantes, pero al mismo tiempo, parecen imposibles debido a la diferencia de tamaño. 

## Desarrollo
Los animadores de Shrek inicialmente hicieron que Dragón escupiera fuego realista para la escena de rescate de la película, similar al usado en antorchas y velas, pero se dieron cuenta de que parecía antinaturalmente forzado. En lugar de ello, lo reemplazaron con una corriente de burbujas hirvientes generadas con tecnología de fluidos, que luego fue recubierta con una piel de llama. 